# Brela
Brela su općina u Splitsko-dalmatinskoj županiji u Hrvatskoj. Poznato su turističko mjesto, zahvaljujući svojim prirodnim ljepotama i stogodišnjoj turističkoj tradiciji.

## Općinska naselja
U sastavu općine su dva naselja: Brela (prije Donja Brela) i Gornja Brela.

## Zemljopis
Općina Brela nalazi se na krajnjem zapadu Makarskog primorja. Od Splita je udaljena 45 km, a od Makarske 15 km.
Naselje Brela, ranije poznato kao Donja Brela, smjestilo se podno planine Biokovo, u duljini od 7 km uzduž državne ceste D8 – Jadranske magistrale, od Vrulje u općini Zadvarje na zapadu do općine Baška Voda na jugoistoku. Sastoji se od nekoliko zaselaka s obje strane magistrale, od kojih su najveći Soline i Donje selo.
Naselje Gornja Brela (Brela Gornja) nalazi se u Zabiokovlju, na putu od mora prema Zadvarju i Šestanovcu. Naselje obuhvaća 20 km2 zabiokovskog prostora u sastavu Parka prirode Biokovo, s obiljem krških fenomena, biljnim endemima i bogatom florom i faunom te sakralnim i ruralnim graditeljstvom. Od općinskog su središta Gornja Brela udaljena 7 km, koliko i od ulaza na Autocestu A1 u općini Šestanovac.
Breljanska plaža Punta rata je 2004. svrstana među najljepše plaže svijeta u izboru časopisa Forbes. Dobitnice su brojnih domaćih i inozemnih nagrada. Također, američki portal The Huffington Post (od travnja 2017 kao HuffPost) je 2014. godine proglasio Brela destinacijom iz snova. U 2017. godini Europski parlament plažu Podrače u Brelima posebno je izdvojio po čistoći mora ocijenivši je izvanrednom i preporučili su je na svom Twitter profilu posjetiteljima iz cijelog svijeta.

## Povijest
Hrvatska se Brela prvi put spominju pod nazivom "Beroyllia" oko 950. godine i to na grčkom jeziku, u djelu bizantskog cara Konstantina Porfirogeneta "O upravljanju carstvom", kao jedan od četiri utvrđena grada stare neretvanske kneževine Paganije.
Stanovnici Brela, u latiniziranom obliku "Brolanenses", spominju se 1315. u povelji, kojom hrvatski knez Juraj Šubić iz grada Klisa priznaje Breljanima, Rogožđanima, Svinišćanima i Kučićanima iste povlastice kao i ostalim pripadnicima tadašnje omiške komune.
U izvorima iz 15. – 17. stoljeća, pisanim latinskim, talijanskim i turskim jezikom, naziv nam je predan u ovim oblicima: Bercla, Brehle, Breglie, Brehlia, Brechlia, Brechglia te Brehgli. Do 16. stoljeća u izvorima se Brela smatraju jedinstvenim selom. Godine 1571. razlikuju se "Breglie piccolo" i "Breglie grande", i to u odluci mletačkog dužda Alojzija I. Moceniga. Koncem 16. stoljeća strani izvori jasno razlikuju "Brehlia superior et inferior", a koncem 17. stoljeća javljaju se oblici "Brehgli Dolgni" i "Brehgli Gorgni", tj. Gornja Brela iza brda u zagorju i Donja Brela u primorju.
Don Nikola Ursić 1694. razlikuje Brela i Podbrejalje (Podbrehalje). Na temelju skematizma Splitsko-makarske biskupije iz 1862. godine, koji je pisan talijanskim jezikom, razlikuju se Gornja i Donja Brela.
Brela su samostalna općina od 1993. godine. Dotad su bila u sastavu općine Makarska.
- Romanska odnosno rimska Brela, nepoznatog imena.
- Hrvatska srednjovjekovna Brela prvi se put spominju u djelu bizantskog cara Konstantina Porfirogeneta "De administrando imperio" pod imenom Berulia (grčki: Beroyllia) godine 950.
- 1315. godine knez Juraj Šubić spominje Brela i Breljane – latinski naziv Brolanenses, kao dio omiške općine.
- 1968. godine Brela su dobila najprestižniju turističku nagradu u SFR Jugoslaviji, "Šampion turizma".
- u akciji Turistički cvijet 2004. Brela su proglašena najljepšim turističkim mjestom na hrvatskom Jadranu;
- Brela su nositelj visokog međunarodnog priznanja Brončani cvijet Europe za 2005. godinu.

## Stanovništvo
Prema popisu stanovništva iz 2011. godine općina Brela imala je 1703 stanovnika, raspoređenih u dva naselja:
- Brela – 1575
- Gornja Brela – 128

| broj stanovnika | 707   | 755   | 789   | 991   | 1144  | 1342  | 1342  | 1446  | 1590  | 1696  | 1697  | 1688  | 1614  | 1684  | 1771  | 1703  | 1626  |
|                 | 1857. | 1869. | 1880. | 1890. | 1900. | 1910. | 1921. | 1931. | 1948. | 1953. | 1961. | 1971. | 1981. | 1991. | 2001. | 2011. | 2021. |

| broj stanovnika | 523   | 755   | 584   | 759   | 901   | 1044  | 1342  | 1061  | 1160  | 1224  | 1241  | 1305  | 1366  | 1483  | 1618  | 1575  | 1472  |
|                 | 1857. | 1869. | 1880. | 1890. | 1900. | 1910. | 1921. | 1931. | 1948. | 1953. | 1961. | 1971. | 1981. | 1991. | 2001. | 2011. | 2021. |

### Nacionalni sastav 2011.
- Hrvati – 1664 (97,71 %)
- Srbi – 13 (0,76 %)
- Nijemci – 6 (0,35 %)
- Bošnjaci – 5 (0,29 %)
- Česi – 2
- Slovaci – 2
- Slovenci – 2
- Mađari – 1
- Makedonci – 1
- ostali – 3
- izjasnili se u smislu vjerske pripadnosti – 1
- ne izjašnjavaju se – 3

## Uprava
Općinski načelnik je Stipe Ursić (HDZ). Predsjednik Općinskog vijeća je Toni Škrabić (nestranački kandidat, lista HDZ).
Predsjednik peteročlanog Mjesnog odbora Gornja Brela je Ivan Tomaš iz redova Nezavisne liste mladih.
Brela (ranije Donja Brela) su jedno od dva naselja u istoimenoj općini Brelima, petnaest kilometara od Makarske smješteno u podnožju planine Biokovo. Brela su poznato turističko odredište s malenom marinom i lukom za jahte. Postoji i arheološki park s osam grobova dekoriranih reljefima. Veliki dio općine Brela je u sastavu Parka prirode Biokovo. Populacija iznosi oko 1800. 
Zahvaljujući gustoj borovoj šumi kroz koju, neposredno uz same plaže, prolazi obalna šetnica, Brela su već nekoliko desetljeća najprivlačnije turističko mjesto na hrvatskom Jadranu. 
Poznate šljunčane i sunčane plaže, bistro more i blagodat odmora u hladovini stoljetne borove šume priskrbili su Brelima međunarodna priznanja:
- Plava zastava plaži Rat od 1999. godine te plažama Berulia i Stomarica od 2004. godine
- u izboru časopisa Forbes 2004. plaža Rat je svrstana među deset najljepših plaža na svijetu
- 1968. za dostignuća u turizmu Brela su proglašena Šampionom Jadrana
- u akciji Turistički cvijet 2004. Brela su proglašena najljepšim turističkim mjestom na hrvatskom Jadranu
- Brela su nositelj visokog međunarodnog priznanja Brončani cvijet Europe za 2005. godinu.

Od 1994. godine na području Brela djeluje Društvo prijatelja kulturne i prirodne baštine Breljana – Brolanenses.

## Spomenici i znamenitosti
- Francuska cesta na Biokovu (1810.-1811.), zaštićeno kulturno dobro RH
- crkva sv. Stjepana prvomučenika iz 1897.
- crkva Gospe od Karmela iz 1715.
- crkva sv. Ilije u Gornjim Brelima s početka 18. stoljeća
- crkva Gospe od Zdravlja u Gornjim Brelima iz 17. stoljeća
- crkva sv. Nikole u Gornjim Brelima na 572m nadmorske visine iz predturskog doba
- kapele: sv. Roka (1856.), sv. Kaje (1768.), Gospina na Dubcima (1870.)
- nekropola stećaka iz 14. – 15. stoljeća
- kompleks zgrada Bekavci – Ivandića dvori na Kričku
- kula na Poletnici (387 m) iz 16. stoljeća, Turska kula Zabrdom (17. stoljeće), Hercegova utvrda, Ilirska Gradina itd., u Gornjim Brelima

Crkve:
- Crkva Gospe od Karmena
- Crkva sv. Ilije
- Crkva sv. Stjepana, zaštićeno kulturno dobro

Ostalo:
- Filipovići, zaselak i kulturno-povijesna cjelina
- Tomaši, zaselak u zabiokovskom dijelu Brela Gornjih (Zaveterje), ruralna cjelina
- Kričak Bekavci, stambeno-gospodarski sklop organiziran oko zatvorenog, lako branjivog, dvorišta – kulturno-povijesna ruralna cjelina

## Obrazovanje
- Osnovna škola dr. Franje Tuđmana

## Kultura
- Brolanenses, društvo prijatelja kulturne i prirodne baštine Breljana
- muška klapa "Berulia"
- mješoviti župni zbor

## Šport
- boćarski klub "Brela"
- udruga balotaša "Sv. Duje" Brela Gornja
- ronilački klub "Bikini dive"
- planinarsko društvo "Pozjata"
- škola nogometa "Brela"

## Gospodarstvo
Turizam je osnovna djelatnost većine Breljana. Mjesto ima veliki broj turističkih ležaja u privatnom i hotelskom smještaju. Stanovništvo se još bavi i ribarstvom, uzgojem vinove loze, maslina, a nekoć i višanja (Sokoluša – sorta breljanske višnje maraske).

## Poznate osobe
- biskup Nikola Bijanković, makarski biskup i prosvjetitelj
- fra Aleksandar Ribičić, književnik, filozof i humanist
- don Ante Soljanić, breljanski župnik i prosvjetitelj
- Marina Sumić, hrvatska taekwondašica
- Marijana Dražić, hrvatska tenisačica
- Boris Apsen, rusko-hrvatski matematičar

## Vanjske poveznice
- Službena stranica općine
- Turistička zajednica općine Brela